# Coplas del Provincial
Las Coplas del Provincial constituyen un poema político-satírico castellano del siglo XV que ataca el reinado de Enrique IV de Castilla en forma de alegoría.

## Historia, contenido y estilo
El ropaje alegórico de la crítica consiste en que el Provincial de una orden religiosa visita un monasterio (que representa a Castilla) y constata las depravaciones y corrupciones de los frailes y monjas del mismo:
El Provincial es llegado / a aquesta corte real / de nuevos motes cargado, / ganoso de decir mal; / y en estos dichos se atreve; / y, si no, cúlpenle a él / si de diez veces las nueve / no diere en mitad del fiel...
El poema está emparentado con los otros dos máximos exponentes del género en el siglo XV (las Coplas de ¡Ay Panadera! y las Coplas de Mingo Revulgo). Como ellos ataca a la nobleza castellana de la época. Los personajes son citados por su nombre y tratados difamatoriamente sin piedad, con cinismo y con una brutal procacidad, lo que motivó que fueran prohibidas por la Inquisición. Son acusaciones frecuentes la sodomía, los cuernos, el adulterio, la prostitución de las damas. Utiliza como estrofa 149 cuartetas y ha sido atribuido con escaso fundamento a Hernando del Pulgar, Alonso de Palencia, Antón de Montoro y Juan Hurtado de Mendoza. Otros han postulado que se trata de una obra colectiva de varios autores, que es la hipótesis más fundamentada y sostenida además de por Marcelino Menéndez Pelayo por Antonio Rodríguez Moñino y Kenneth R. Scholberg. López y Torrecilla, sin embargo, encuentran razones para atribuirlas a Hurtado de Mendoza.